# Barca de panescalmo

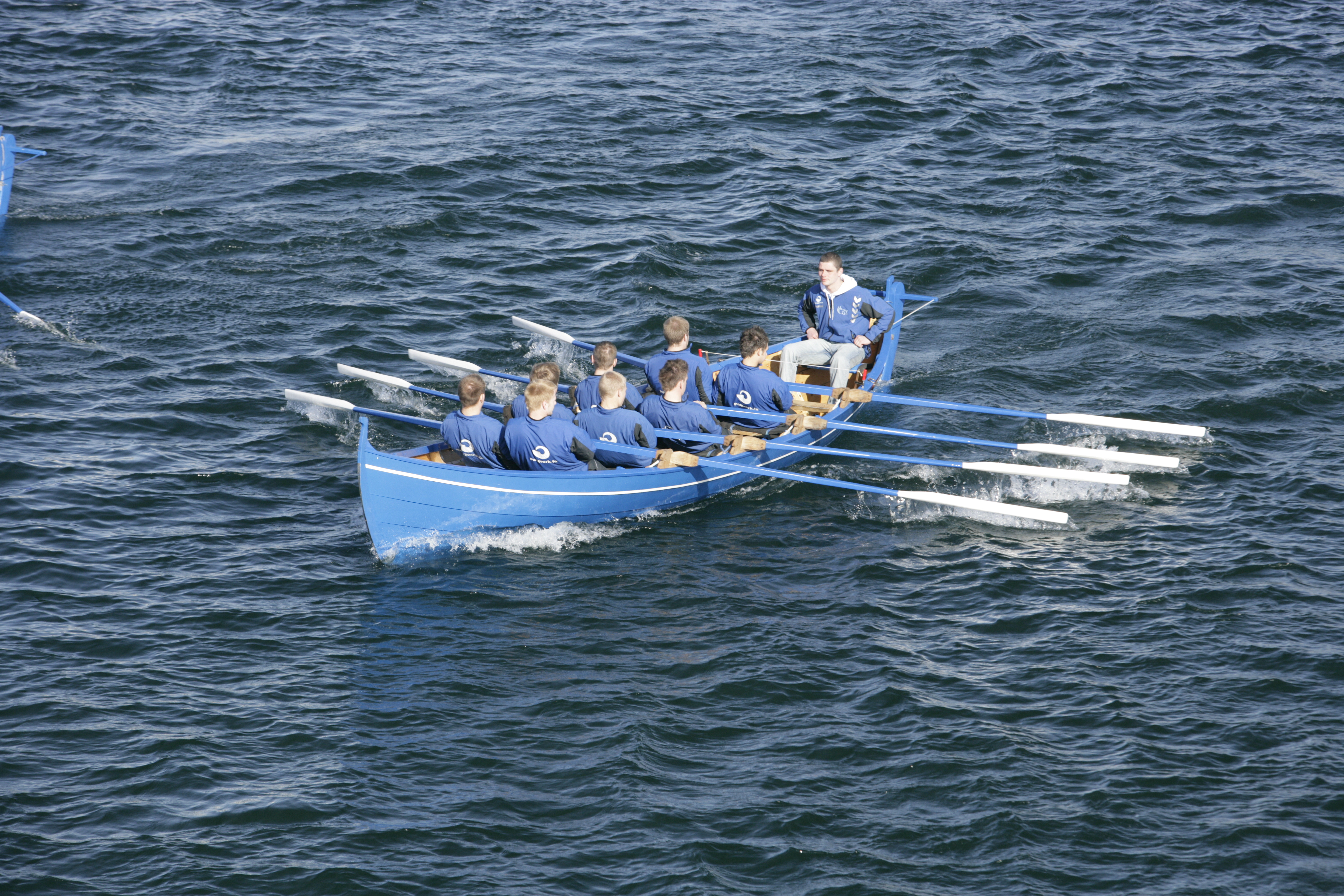
Knørrur, una de las barcas de remo del club Róðrarfelagið Knørrur (Islas Feroe). Una barca de panescalmo debía de tener un aspecto parecido.

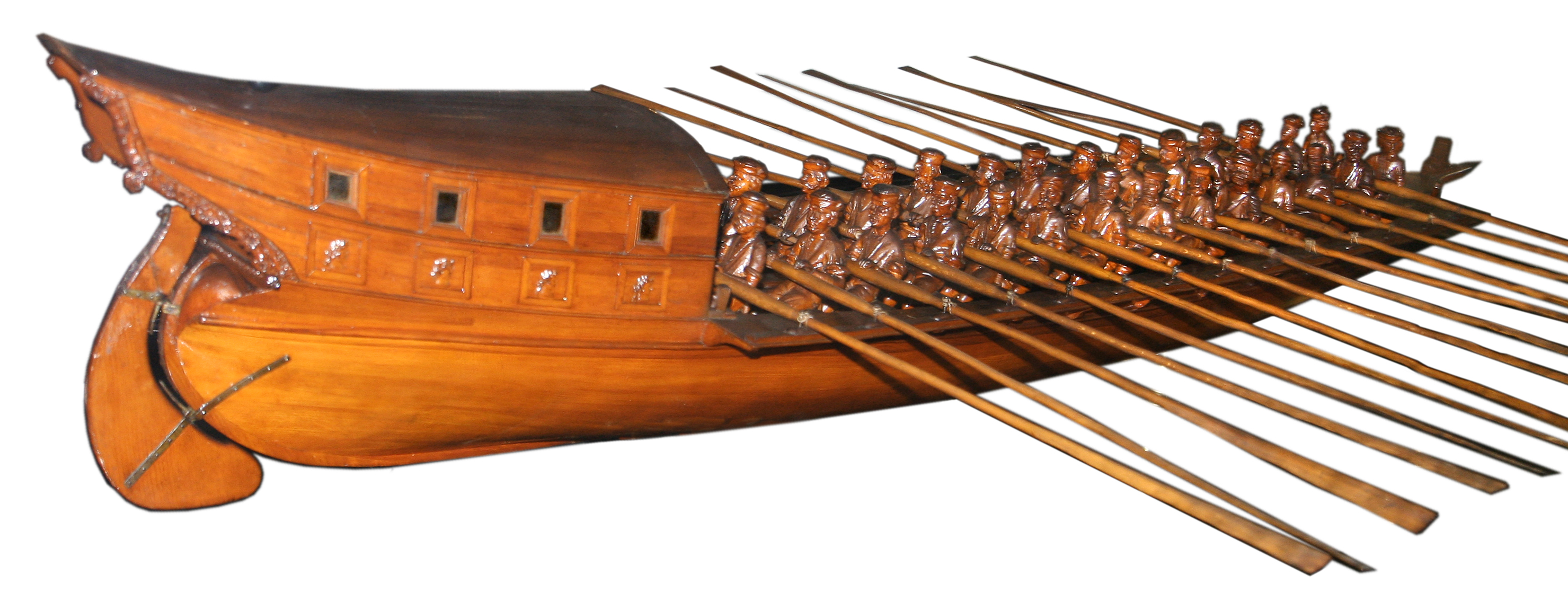
Reproducción en madera, de una falua veneciana. Sin la cubierta de popa sería muy parecida a una barca de panescalmo.

Una barca de panescalmo era una barca alargada y esbelta que se propulsaba con un número importante de remeros. Se suele definir como una barca rápida, de muchos remos, al servicio de un barco mayor y usada para transportar personas o carga entre el barco y la costa, o entre barcos.
En diccionarios modernos puede consultarse como panescalmo, en la forma simplificada. En documentos antiguos la expresión siempre está compuesta: “barca de panescalmo”. En cuanto a los servicios de esas barcas se pueden comentar tres diferentes:
- al servicio de un barco de mayor eslora
- al servicio de una base terrestre (normalmente una ciudad)
- barcas armadas para defensa y ataque

## Como barcas auxiliares de un barco
Las galeras clásicas disponían normalmente de una barca de panescalmo y de un esquife. Hay numerosos documentos que dan testimonio. Por sus dimensiones la barca de panescalmo iba a remolque del barco principal cuando éste navegaba normalmente. En circunstancias extraordinarias podía ayudar y remolcar el barco principal. También las naves de cierta importancia necesitaban barcas de panescalmo. La importancia de la barca de panescalmo en una galera se reflejaba en las penas a los marineros que iban al suelo sin permiso en una u otra clase de barca.

## Barcas al servicio de una ciudad
Un antecedente clásico fue el de los trirremos sagrados de Atenas: Párales y Salaminia. Aquellas dos naves, rapidísimas y servidas por ciudadanos libres y escogidos hicieron de correo en ocasiones históricas. En época medieval y moderna muchas ciudades marítimas disponían de barcas de panescalmo oficiales para mantener un contacto con barcos cercanos, dentro y fuera del puerto.
- La ciudad de Sevilla, en época de los Reyes Católicos, tenía un puente de trece barcas. Para el mantenimiento del puente de barcas disponía de una barca de panescalmo. Curiosamente, el documento que se conserva indica la longitud de aquella barca en gues (y no en la medida oficial de codos de ribera).[10]

## Barcas de panescalmo armadas
Un antecedente de este servicio sería el de la marina romana de Oriente que disponía de las barcas llamadas “quelandion” (“quelandia” en plural; a menudo escrito “chelandion”, “chelandia”), una especie de barcas protegidas o "blindadas". La ciudad de Palma hizo construir en el año 1420 dos barcas de panescalmo de este tipo (parcialmente blindadas), según se puede consultar en el trabajo “Las barcas de panescalmo y su terminología según cuentas de fabricación (Mallorca, 1420) ” de ANTONI I. ALOMAR.

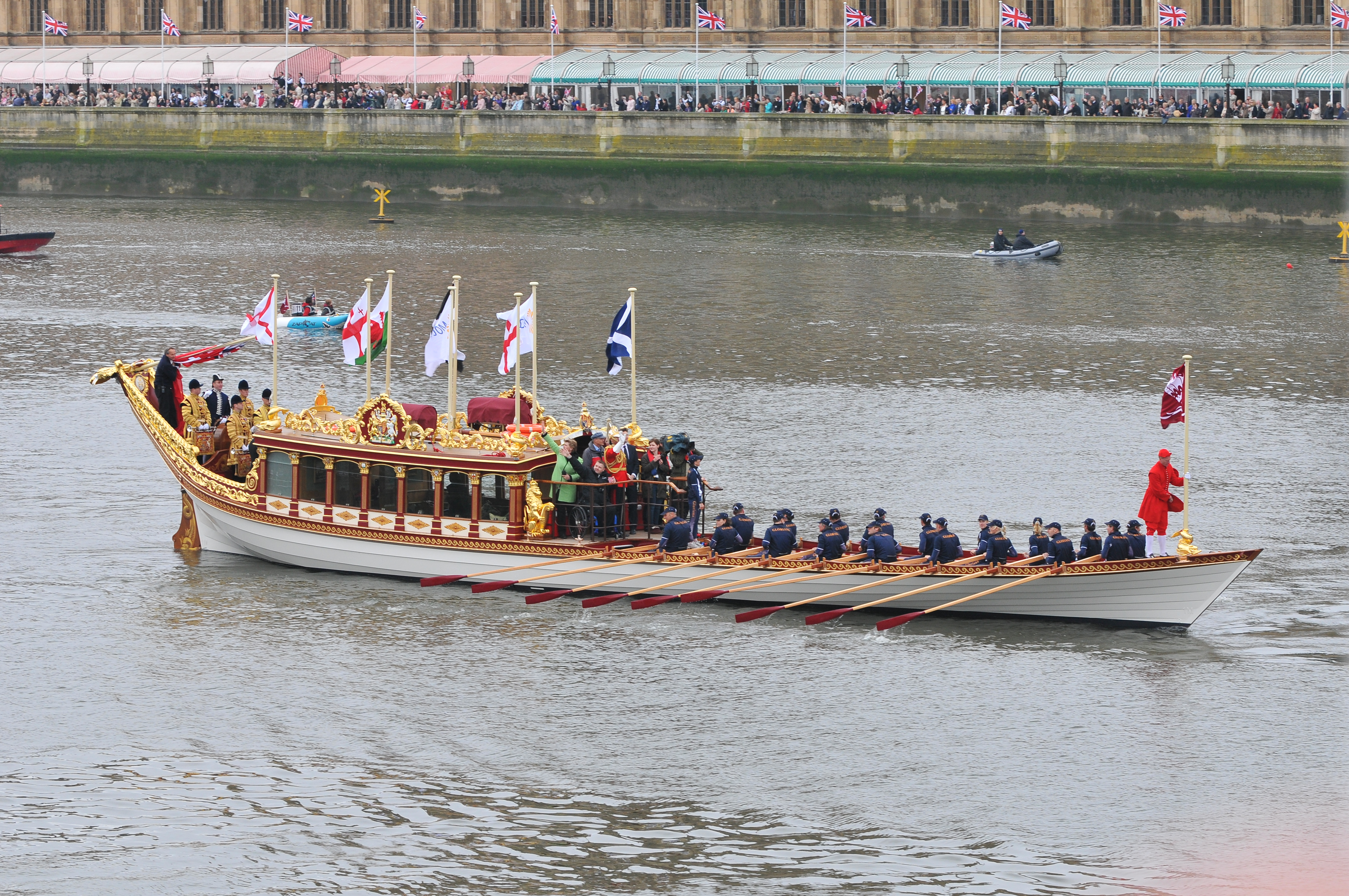
La falúa real Gloriana en el Thames Diamond Jubilee Pageant, 2012

## Como barcas de ceremonia
El embarque y desembarco de personas importantes en público, con motivo de actos especiales, comportaba a menudo el uso de barcas de panescalmo engalanadas (con una carpa o palio, que cubría las personalidades) y de uniformes lujosos para los remeros. En ciertos casos y contradas este uso transitorio fue transformado en permanente dando lugar a las “barcas reales” ("royal barges", "falúas reales") o los “Bucentauri ” venecianos.

## Las falúes
A partir del XVI empieza a haber documentación, principalmente en castellano, de las “falúas” (“falúa” en singular), barcas de remos auxiliares de cierta importancia (por dimensiones y número de remos) destinadas al servicio del capitán de un barco o el almirante de una armada. Aquellas falúes antiguas (de las que hay barcas equivalentes modernas a motor) no eran más que barcas de panescalmo.

## Variantes documentadas
La denominación normativa actual de “barca de panescalmo” no permite una búsqueda exhaustiva de los documentos que se refieren a ellos. Algunas variantes de la expresión son las siguientes:
- panescal
- panescam
- penescal
- penescalmo
- panescam
- panascalmo
- perescalmo

El erudito L.Faraudo de Saint-Germain recogió varias citas con distintas variantes.

## Como barcas de transporte
En caso necesario las barcas de panescalmo podían realizar el servicio de simples barcas de transporte, entre dos puntos de la costa. Por ejemplo, en Mallorca en el año 1313 (tres barchas de perescalmo) sirvieron para llevar piedra para las obras del rey.

## El misterio delcabrestante
Hay un documento de 1268, un contrato para construir dos naves entre la República de Génova y representantes del rey Luis IX de Francia que habla de un argue como equipamiento (entre otros) de la barca de panescalmo. No está claro si el argue iba montado en la barca o en la nave principal. Si queda claro el número de remos, 32. Una parte del documento es la siguiente: “… barcha una de parescalmo dicto navis, cum remis triginta duabus, arganello uno …” 